# Gelterkindersturm
Gelterkindersturm wird der Überfall in der Nacht vom 6. auf den 7. April 1832 der Baselbieter Landbevölkerung auf die Baselstadttreue Gemeinde Gelterkinden genannt.

Inoffizielles gemeinsames Kantonswappen von Stadt und Land, wie es in der Kuppel des Bundeshauses abgebildet ist

## Die Vorgeschichte
Im Jahre 1830 gärte es im Kanton Basel. Die Landbevölkerung war im Großen Rat verhältnismäßig in der Minderheit. Steuern und Gebühren waren für Landschäftler vergleichsweise höher als für Städter. Die Gemeinden forderten Gleichberechtigung, was ihnen jedoch von der Stadt nicht gewährt wurde. Das politische Klima war vergiftet und viele Dörfer trennten sich von der Stadt. Einige Gemeinden hielten jedoch zu Basel. Gelterkinden war eines dieser Baseltreuen Dörfer.

Wappen von Gelterkinden

Im Dorf standen zwei große Seidenbandwebereien der Basler Seidenherren, die «Obere Fabrik» und die «Untere Fabrik». Diese boten den Gelterkinder Posamentern Arbeit und Auskommen; man wollte es mit den Städtern nicht verscherzen und hielt treu zu Basel. Dies wiederum gefiel den umliegenden Gemeinden nicht und die Gelterkinder Einwohner wurden massiv bedroht. In Gelterkinden wurden deshalb auf Beschluss der Tagsatzung drei Kompanien eidgenössischer Truppen zum Schutz des Dorfes stationiert. Auch die Stadt wollte jedoch Gelterkinden Ehre erweisen, indem sie ihm am 6. April 1832 über Rheinfelden, das Fricktal, Anwil und das Großholz eine Besatzung von 160 Mann Garnisonstruppen unter dem Kommando von Hauptmann Geigy schickte.
Den eidgenössischen Repräsentanten Merk und La Harpe und dem Befehlshaber der eidgenössischen Truppen, Oberst Donats gefiel es nicht, dass die Basler „Stänzler“ (so wurde die städtische Berufstruppe genannt) nach Gelterkinden kamen. Sie befürchteten, es könne zu Spannungen kommen – und sie hatten Recht. Schon gleichen Tags erschienen an der Dorfgrenze bewaffnete Baselbieter (man nannte sie Freisinnige, Revoluzzer oder Patrioten) und es wurden immer mehr.

## Der Sturm

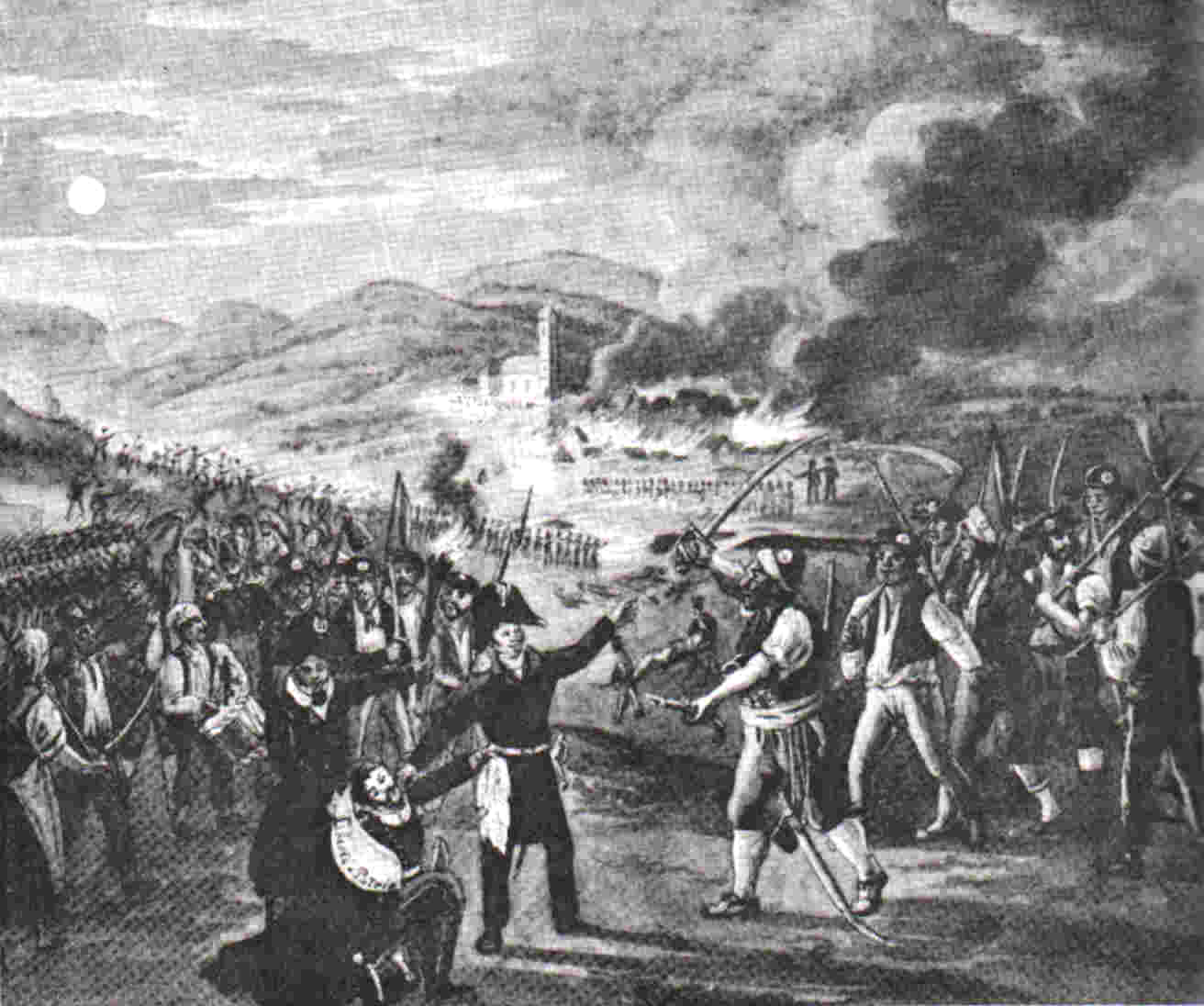
Gelterkindersturm
Eidg. Repräsentanten beschützen einen Basler Leutnant / im Hintergrund die brennende «Untere Fabrik»

Bald fielen die ersten Schüsse und es gab die ersten Verwundeten. Die «Untere Fabrik» ging in Flammen auf. Die Eidgenössischen Repräsentanten schickten Unterhändler und versprachen die Stänzler aus Gelterkinden zu verjagen. Darauf zogen sich die Freisinnigen etwas zurück. Die Basler Verteidiger wollten jedoch nicht abziehen. Da verließen die Eidgenössischen Truppen fluchtartig Gelterkinden und zogen sich über Rickenbach nach Rheinfelden zurück und zwar so überstürzt, dass sie sogar ihre Wachsoldaten zurückliessen.
Jetzt, da die Eidgenössischen Vermittler und Verteidiger weg waren, erschien auf der unteren Brücke der alte Engelwirt von Liestal, man nannte ihn „General Buser“. Er war ein bekannter Hetzer und der Anführer der Baselbieter. Er stachelte die Revoluzzer an und rief zu Mord und Totschlag auf. Da hielt die Angreifer nichts mehr auf. Nun merkten die Stänzler, dass sie mit ihrer Anwesenheit nur Unglück über Gelterkinden bringen werden. Sie traten den Rückzug an über Rünenberg nach Aarau und hinüber nach Säckingen, dann am rechten Rheinufer entlang nach Basel. Mit dem Rückzug der Baslertruppen brach die Gegenwehr zusammen und die Baselbieter nahmen das Dorf ein. Fieberhaft suchten sie nach Samuel Pümpin und Rössliwirt Freivogel den beiden Anführern der Gelterkinder und nach Pfarrer Buxdorf, fanden sie aber nicht. Inspektor Pümpins Häuser wurden in Brand gesetzt.
Nach der langen Nacht plagte die Angreifer Hunger und Durst. Sie drangen in Keller und Vorratskammern ein und taten sich an Wein und Lebensmittel gütlich. Was sie nicht zu trinken mochten, verschütteten sie mutwillig auf den Kellerboden. Sogar in der Kirche auf dem Altar soll gewirtet worden sein mit Wein, Schnaps, Wurst und Brot aus dem Pfarrhaus. Im Hinterzimmer der Gaststätte „Rössli“ lagen die zurückgelassenen, verwundeten Basler. Die besoffenen Landschäftler „behandelten“ diese mit Fäusten und Gewehrkolben, einer wurde mit einer Kegelbahn-Kugel erschlagen.
Fünf Männer und eine Frau mussten beim Gelterkindersturm, vom 6. auf den 7. April 1832 ihr Leben lassen und wurden in einem Gemeinschaftsgrab beerdigt. Bald darauf wurde in Basel ein «Gelterkinderverein» gegründet mit dem Ziel, dem schwergeprüften Dorfe zu helfen. Innert kürzester Zeit kamen über dreissigtausend Franken zusammen.

## Der neue Kanton Baselland

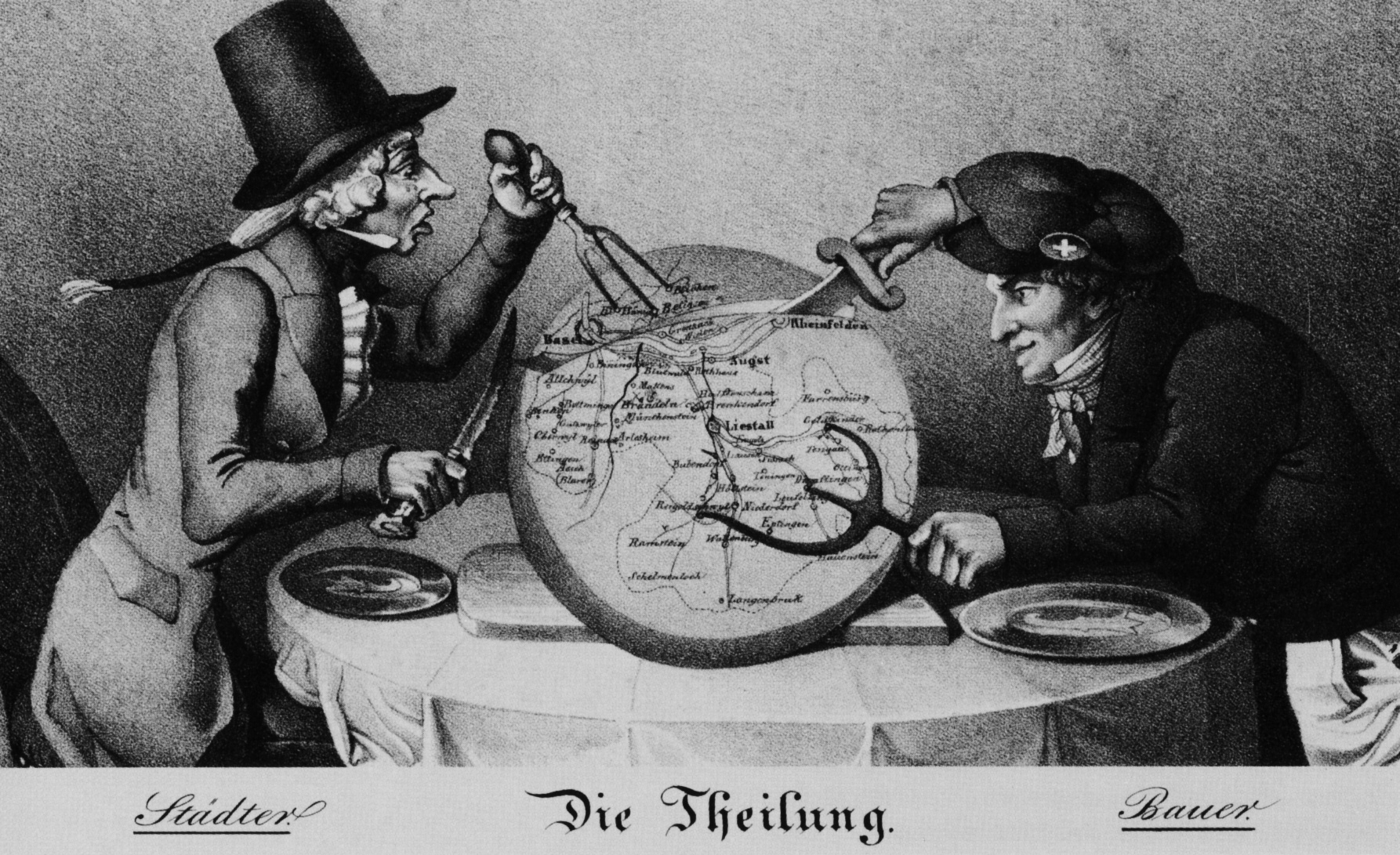
Karikatur zur Basler Kantonstrennung von 1833:
Der konservativ-aristokratische Städter wird vom liberalen Bauern übervorteilt

Die Eidgenössische Tagsatzung sanktionierte am 26. August 1833 die Trennung des Kantons Basel in zwei Halbkantone unter dem Vorbehalt, dass sie sich später wieder vereinigen sollen. Die ärgsten Gegner einer Trennung, Gelterkinden und Reigoldswil, mussten sich in ihr Schicksal ergeben. Ein Jahr später, als der neue Kanton Baselland seinen ersten Geburtstag feierte, wurden an Gelterkindens Kirchenglocken die Klöppel abgeschnitten, damit das verordnete Festgeläute nicht abgehalten werden konnte. In Reigoldswil wurde ein Trauergottesdienst abgehalten.
Im Jahre 1840 wurde Gelterkinden beim Gelterkinderhandel nochmals von Baselbieter Truppen besetzt.